# Grb Občine Makole
Grb Občine Makole je upodobljen na  ščitu, ki je spodaj polkrožno oblikovan, na njem pa sta osnovni barvi modra in zelena. Tretja barva je rumena oziroma heraldično kovinska zlata.
Modra barva predstavlja nebo in vodo ter zdravo okolje s plodnimi površinami, vodo in zrakom. Dve modri valovnici, ki potekata po sredini ščita preko zelene podlage predstavljata reko Dravinjo. Zelena barva, ki se na vrhu zaključi v valoviti črti, predstavlja gričevnato pokrajino. Sredi grba se križata dva zlata oziroma rumena žitna klasa, pod njima pa je narisan stiliziran grozd, sestavljen iz desetih jagod. Prekrižana klasa tvorita andrejev križ, ki je simbol apostola Andreja, kateremu je posvečena župnijska cerkev v Makolah.
V zlati barvi podana pšenična klasa in grozd predstavljata dobrini; obilno naravo in delavnost makolskega človeka.